# Boulant hollandais
Le boulant hollandais est une race de pigeon domestique classée dans la catégorie des boulants, c'est-à-dire de pigeons qui gonflent fortement leur goitre d'air. 

## Histoire
Spruijt dans son ouvrage intitulé De Kropperrassen, publié en 1929, évoque l'Italien Ulisse Aldrovandi (1522-1605) qui écrit en 1600 que l'on rencontre « de grands boulants aux pattes emplumées chez les Bataves. » L'Allemand Neumeister décrit cette race en 1837 ; son livre est réédité en 1876, avec des planches de couleur et de nouveaux commentaires. Il y décrit les « Hollandische Kropf Tauben ».
Les ressemblances sont nombreuses entre différentes races de boulants (boulant de Hollande, boulant gantois, boulant anglais, boulant français, boulant de Saxe). Après 1945, pour fortifier et reconstituer les standards du boulant gantois et le boulant hollandais, les représentants de ces deux races sont croisés. On a utilisé parfois aussi le boulant de Poméranie et le boulant anglais.

## Description
La caractéristique principale du boulant hollandais est son goitre bien gonflé qui croît en douceur de la poitrine, sans ligne de rupture comme dans d'autres races de boulants. C'est un gros pigeon (800 grammes) élevé pour ses qualités ornementales. Les coloris sont fort variés aujourd'hui : blanc, noir, pie noir, noir à bavette blanche, bleu (bleu barré noir à ventre et goitre blancs ou simplement croissant blanc sur le goitre), argenté, argenté écaillé, rouge, variété à goitre rouge et manteau gris-bleu barré noir, jaune, rouge et jaune, fauve... On trouve aussi des dessins tigrés sur fond blanc sélectionnés récemment (noir ou rouge). Contrairement au boulant anglais, les plumes blanches ne sont pas permises aux épaules. Les tarses sont toujours emplumés.